# Kosmiczne Obserwatorium Herschela

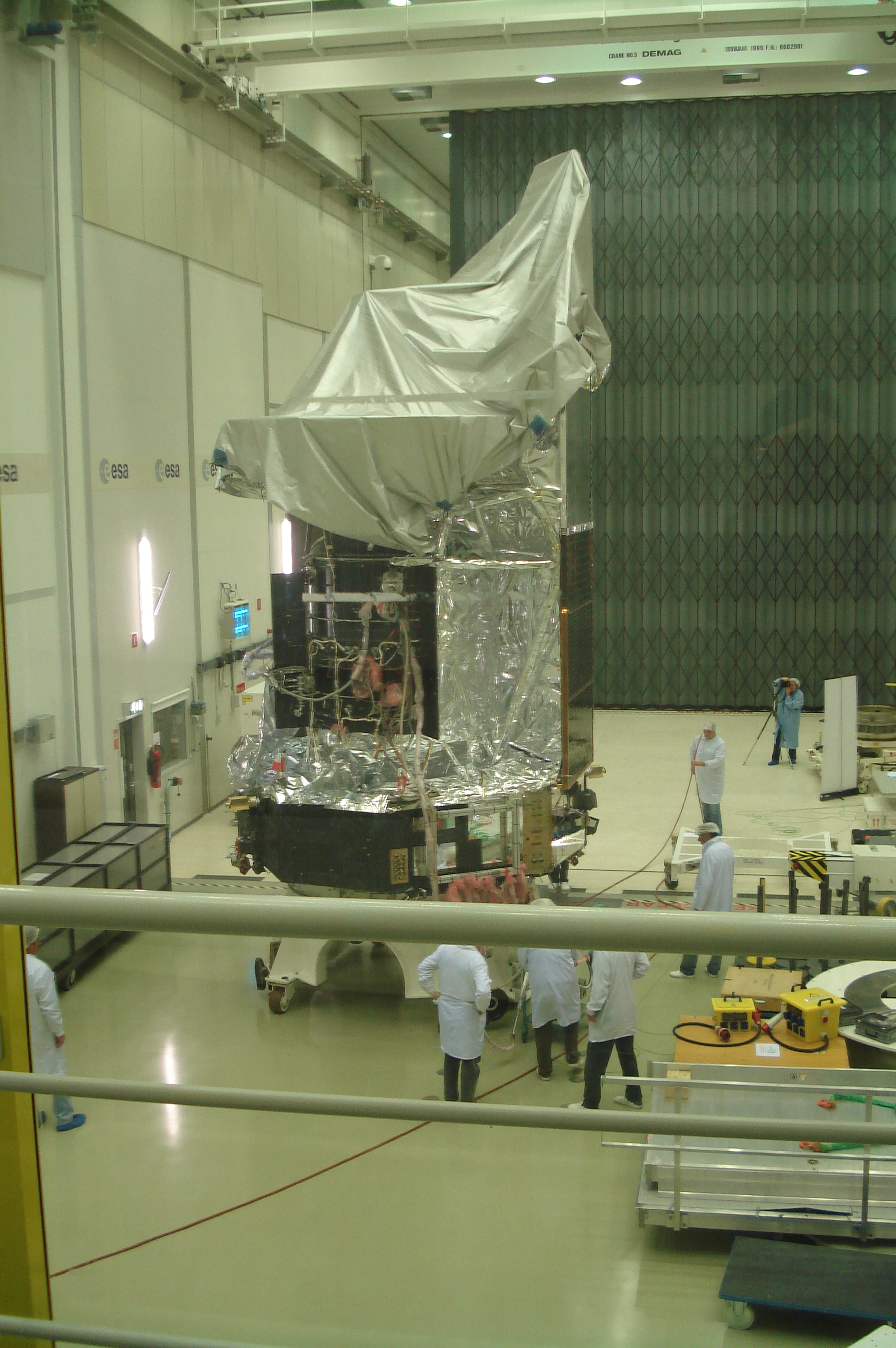
Kosmiczne Obserwatorium Herschela podczas testów w European Space Research and Technology Centre (ESTEC)

Kosmiczne Obserwatorium Herschela (ang. Herschel Space Observatory), w skrócie nazywane Herschel – teleskop Europejskiej Agencji Kosmicznej (ESA) przeznaczony do prowadzenia obserwacji astronomicznych w zakresie dalekiej podczerwieni i fal submilimetrowych. Obserwatorium zostało wyniesione 14 maja 2009 roku, wspólnie z satelitą Planck, na orbitę wokół punktu L2 układu Ziemia–Słońce, znajdującego się w odległości około 1,5 mln km od Ziemi. Obserwacje astronomiczne były prowadzone do 29 kwietnia 2013. Łączność z satelitą została zakończona 17 czerwca 2013.
Nazwa obserwatorium została nadana na cześć słynnego astronoma i odkrywcy promieniowania podczerwonego, Williama Herschela, oraz jego siostry, odkrywczyni wielu komet, Caroline Herschel.

## Cele naukowe misji
- Obserwacja procesu powstawania galaktyk we wczesnym wszechświecie i ich ewolucji.
- Zbadanie procesu powstawania gwiazd i ich interakcji z materią międzygwiazdową.
- Obserwacja składu chemicznego atmosfer i powierzchni komet, planet i księżyców.
- Zbadanie zawartości cząsteczek chemicznych we wszechświecie.

## Konstrukcja
Obserwatorium Herschela składało się z dwóch elementów – modułu ładunku (ang. Extended Payload Module) i modułu serwisowego (ang. Service Module).
Głównym elementem modułu ładunku był teleskop Cassegraina zbudowany ze spiekanego węgliku krzemu ze zwierciadłem głównym o średnicy 3,5 m i zwierciadłem wtórnym o średnicy 308 mm. Był to największy z dotychczas skonstruowanych teleskopów kosmicznych. Zwierciadła ogniskowały światło w zakresie podczerwieni w znajdującej się poniżej, wewnątrz kriostatu, płaszczyźnie ogniskowej. Wewnątrz kriostatu umiejscowiono, wymagające niskiej temperatury do pracy, elementy trzech instrumentów naukowych. W zbiorniku kriostatu zmagazynowane było 2300 litrów nadciekłego helu, utrzymywanego w temperaturze wrzenia 1,65 K (-271,5 °C). Wrzący hel tworzył gaz zaopatrujący układy chłodzenia i stopniowo opróżniał zbiornik kriostatu. Bolometry instrumentów SPIRE i PACS były dodatkowo schładzane do temperatury 0,3 K. Osłona słoneczna chroniła teleskop i kriostat przed promieniowaniem słonecznym i rozproszonym światłem Ziemi. Zewnętrzna powierzchnia osłony była częściowo pokryta przez dostarczające energii elektrycznej ogniwa słoneczne.
Poniżej kriostatu znajdował się moduł serwisowy. Umieszczono w nim systemy niezbędne do funkcjonowania statku. Systemy zasilania magazynują i dystrybuowały energię elektryczną. Obserwatorium było stabilizowane trójosiowo. Do kontroli położenia i orbity wykorzystywane były czujniki Słońca, gwiazd i żyroskopy oraz koła reakcyjne i silniki rakietowe. 256 kg hydrazyny stanowiło paliwo dla 12 silników rakietowych (6 głównych i 6 rezerwowych). W module serwisowym znajdowały się też systemy sterowania, łączności, układy przetwarzania danych obserwacyjnych z instrumentów naukowych oraz te części instrumentów, które nie wymagały chłodzenia.
Głównym wykonawcą obserwatorium Herschela było Thales Alenia Space w Cannes. Głównym wykonawcą modułu ładunku było EADS Astrium w Friedrichshafen, modułu serwisowego Thales Alenia Space w Turynie, a teleskopu EADS Astrium w Tuluzie.

## Instrumenty naukowe
Obserwatorium Herschela przeznaczone było do prowadzenia obserwacji fotometrycznych i spektroskopowych w zakresie fal o długości 55 – 672 μm. Na jego pokładzie znajdowały się trzy instrumenty naukowe:
- Photodetector Array Camera and Spectrometer (PACS) – fotometr obrazujący i spektrometr; obserwacje w zakresie długości fal 55 – 210 μm; skonstruowany przez konsorcjum kierowane przez Max-Planck-Institut für extraterrestrische Physik w Garching.
- Spectral and Photometric Imaging Receiver (SPIRE) – fotometr obrazujący i obrazujący spektrometr fourierowski; obserwacje w zakresie długości fal 194 – 672 μm; skonstruowany przez konsorcjum kierowane przez Uniwersytet Walijski w Cardiff.
- Heterodyne Instrument for the Far Infrared (HIFI) – spektrometr heterodynowy o bardzo wysokiej rozdzielczości spektralnej (od 3 km/s do 0,03 km/s); obserwacje fal w zakresie częstotliwości 480–1250 GHz i 1410–1910 GHz (długości fal 240–625 µm i 157–212 μm); skonstruowany przez konsorcjum kierowane przez SRON Netherlands Institute for Space Research w Groningen, w jego budowie uczestniczyło też polskie Centrum Badań Kosmicznych PAN, które dostarczyło system zasilania, sterowania i kontroli lokalnego oscylatora heterodyny[3][4].

## Przebieg misji
14 maja 2009 rakieta nośna Ariane 5 ECA, startująca z Gujańskiego Centrum Kosmicznego, wyniosła Obserwatorium Herschela i satelitę Planck na trajektorię transferową prowadzącą do punktu L2 układu Ziemia – Słońce. Odłączenie Obserwatorium Herschela od górnego stopnia rakiety nośnej nastąpiło po 25 min i 53 s od startu, na wysokości 1142 km nad wschodnim wybrzeżem Afryki. Odłączenie satelity Planck miało miejsce na wysokości 1723 km, po 28 min i 29 s od startu. Od tej pory  misje obydwu satelitów były kontynuowane niezależnie.
Podróż Obserwatorium Herschela w okolice punktu L2 trwała około 60 dni. Rakieta nośna wprowadziła satelitę na wstępną orbitę o perygeum 270 km, apogeum 1 197 080 km i nachyleniu 5,99°. 15 maja został wykonany pierwszy manewr korekcyjny trajektorii (Δv = 8,7 m/s). Drugi manewr korekcyjny (Δv = 0,99 m/s) został wykonany 18 maja. Rozpoczęła się trwająca do połowy lipca faza oddawania obserwatorium do użytku. W tym czasie następowało ochładzanie i odgazowanie elementów obserwatorium. Następnie rozpoczęła się faza weryfikacji i demonstracji możliwości aparatury.
14 czerwca otwarta została pokrywa kriostatu, która dotychczas chroniła znajdujące się w nim instrumenty przed zanieczyszczeniem. Tego samego dnia wykonano pierwsze zdjęcia próbne przy użyciu instrumentu PACS, potwierdzające jego dobry stan. Przykładowe fotografie zostały opublikowane przez ESA.
W lipcu obserwatorium weszło, bez konieczności wykonywania dodatkowego manewru, na orbitę wokół punktu L2 układu Ziemia – Słońce, znajdującą się w średniej odległości około 800 tysięcy km od tego punktu. Odległość obserwatorium od Ziemi zmieniała się przez to od 1,2 do 1,8 mln km. Pozycja ta zapewniała optymalne warunki obserwacyjne, ze względu na brak zakłóceń ze strony promieniowania podczerwonego emitowanego przez Ziemię i Księżyc oraz łatwość zasłonięcia teleskopu przed światłem pochodzącym od Słońca, Ziemi i Księżyca. Ponieważ orbita ta jest dynamicznie niestabilna, raz w miesiącu były wykonywane manewry jej korekcji.
2 sierpnia 2009 r. doszło do awarii w układzie kontrolnym lokalnego oscylatora instrumentu HIFI, co spowodowało wyłączenie instrumentu. Instrument posiadał system zapasowy, jednak inżynierowie zdecydowali nie uruchamiać go dopóki nie zrozumieją przyczyny awarii. Dochodzenie wykazało, że z nieznanego powodu, prawdopodobnie uderzenia przez cząstkę promieniowania kosmicznego w jeden z procesorów, doszło do skoku napięcia, który zniszczył diodę urządzenia. Po wprowadzeniu zmian, które zabezpieczały przed powtórzeniem się tego rodzaju awarii, w dniach 10 – 14 stycznia 2010 r. instrument HIFI został ponownie uruchomiony.
Faza prowadzenia rutynowych obserwacji naukowych zaplanowana była na trzy lata, z możliwością przedłużenia o rok. Czynnikiem ograniczającym długość jej trwania był ograniczony zapas nadciekłego helu w kriostacie. Po jego zużyciu instrumenty naukowe uległy ociepleniu, co uniemożliwiło wykonywanie dalszych obserwacji.
29 kwietnia 2013 roku centrum kontroli lotu poinformowało, że zapas helu wyczerpał się ostatecznie i obserwatorium nie przeprowadzi już więcej obserwacji. Misja teleskopu kosmicznego została zakończona, ale analiza zebranych danych obserwacyjnych będzie trwała przez następne lata.
Po wyczerpaniu zapasu helu, inżynierowie z Europejskiego Centrum Operacji Kosmicznych w Darmstadt wykorzystali satelitę do przeprowadzenia serii testów technologicznych. Posłużyły one do walidacji sprzętu, oprogramowania i funkcjonalności systemów, które mają zostać użyte w przyszłych misjach kosmicznych. Wykonano też serię manewrów, po których obserwatorium opuściło dotychczasową orbitę wokół punktu L2 układu Ziemia – Słońce i zostało wprowadzane na orbitę heliocentryczną o peryhelium 1,04 au, aphelium 1,06 au i nachyleniu względem ekliptyki 0,19°. Największy manewr, polegający na trwającym 7 h 45 min odpaleniu silników, został przeprowadzony 13 i 14 maja. 17 czerwca 2013, po ostatnim odpaleniu silników, został zużyty cały zapas paliwa na pokładzie satelity. Po zakończeniu tego manewru, z centrum kontroli lotu, wysłano o 12:25 UTC ostatnią komendę, nakazującą wyłączenie transpondera na pokładzie obserwatorium.
Całkowity koszt misji Obserwatorium Herschela wyniósł około 1 miliarda euro. Wchodzi w to koszt budowy satelity, jego instrumentów naukowych, koszty startu i operacyjne.

### Galeria zdjęć wykonanych przez Obserwatorium Herschela

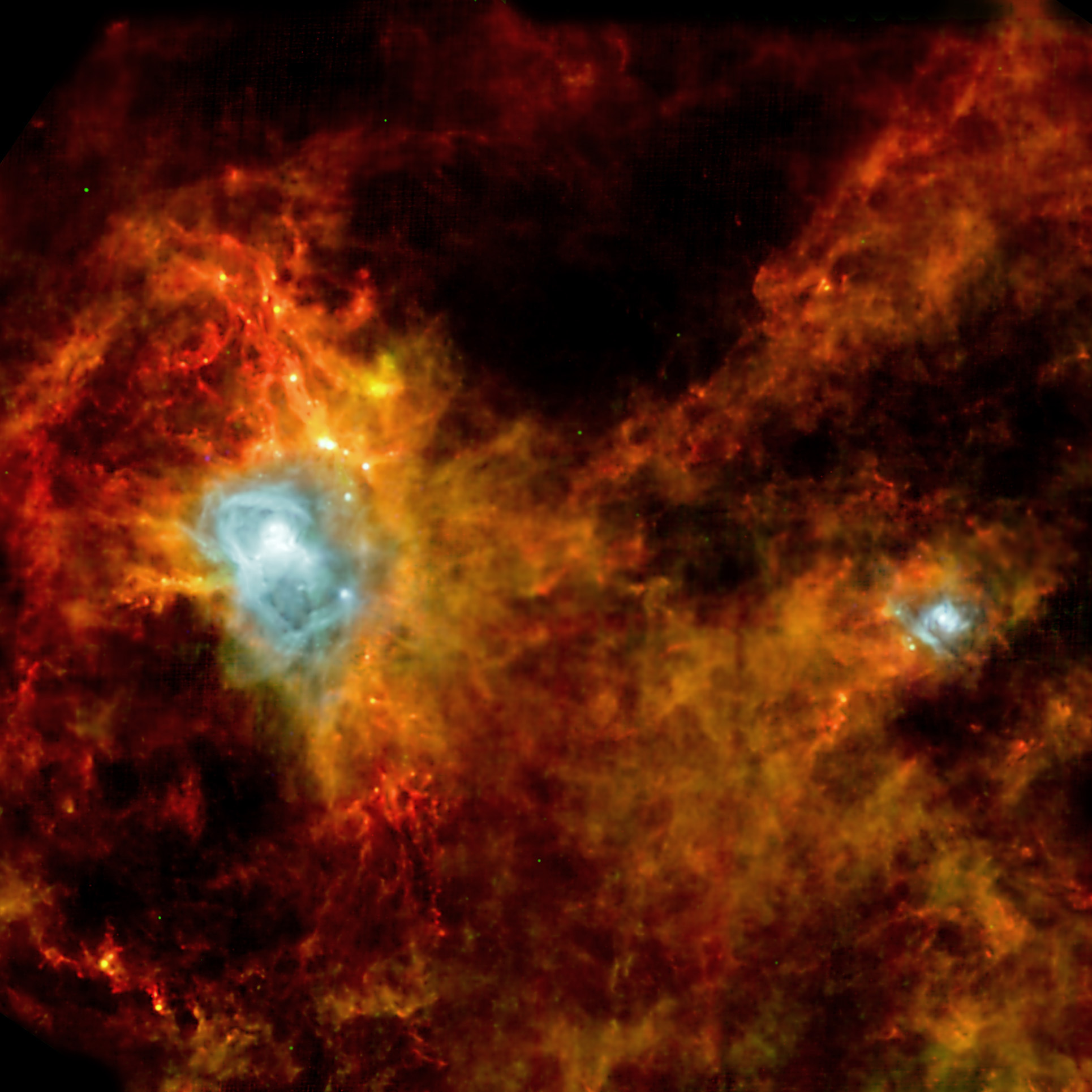
Ciemna mgławica w gwiazdozbiorze Orła
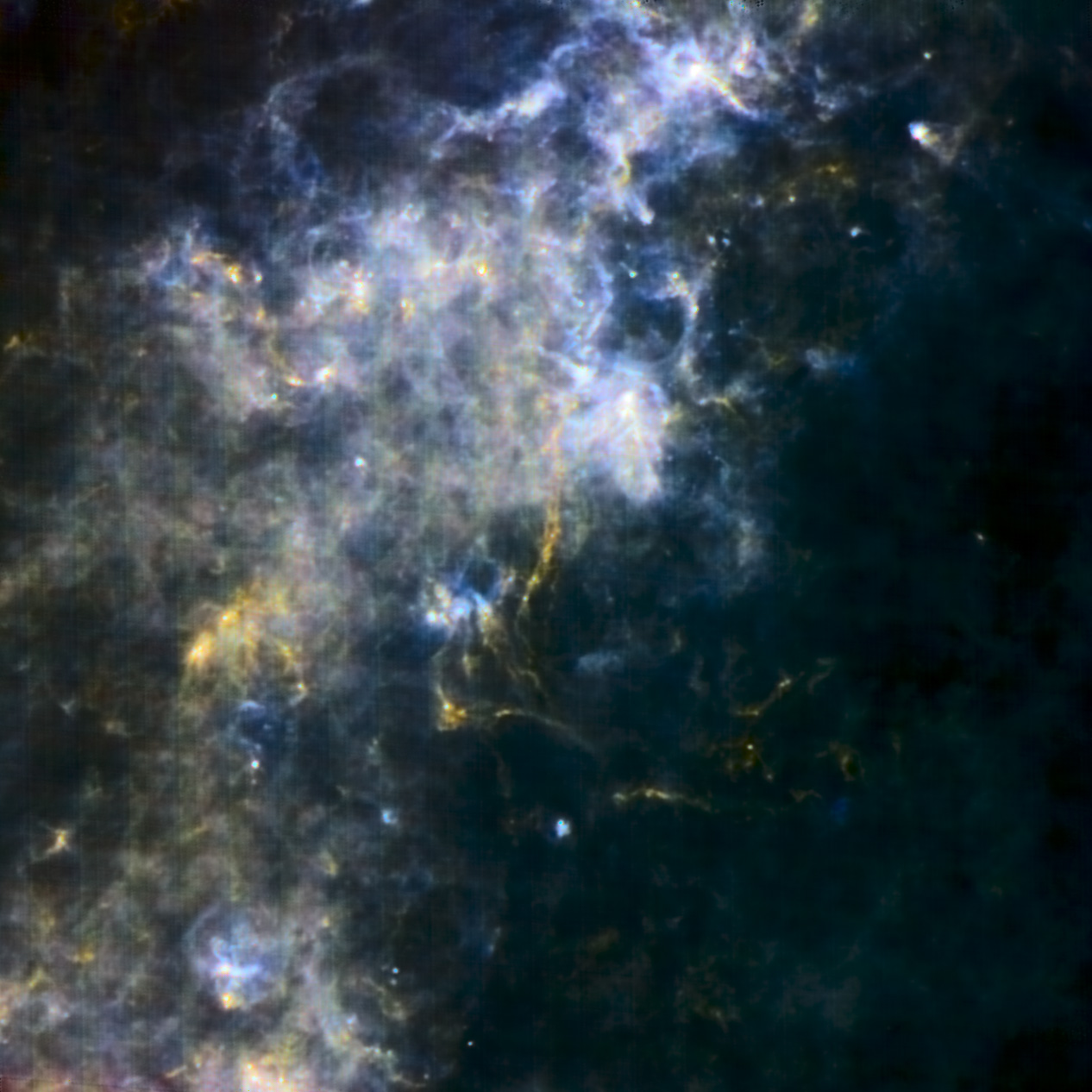
Obłoki gazu i pyłu w płaszczyźnie Drogi Mlecznej
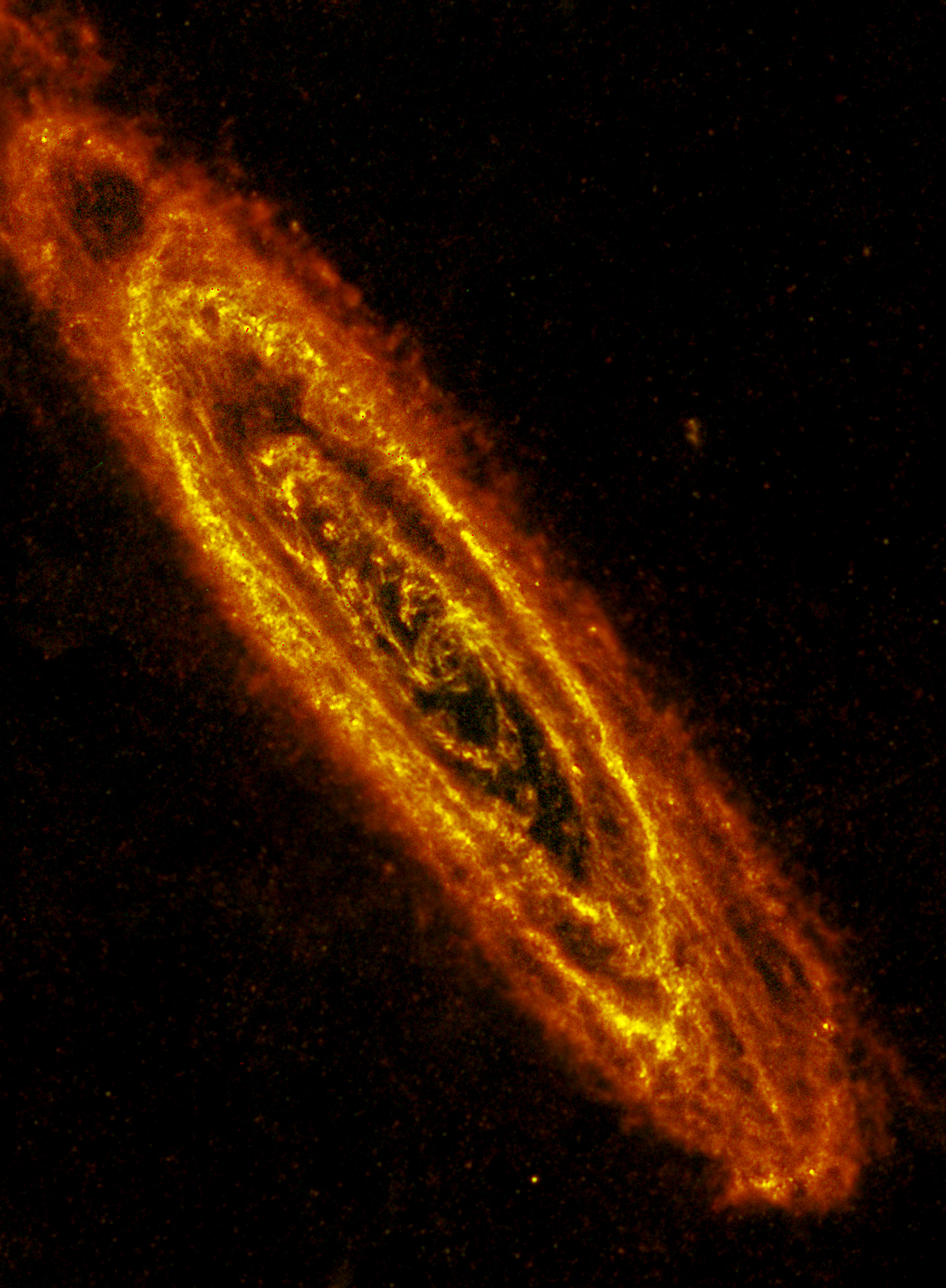
Galaktyka Andromedy
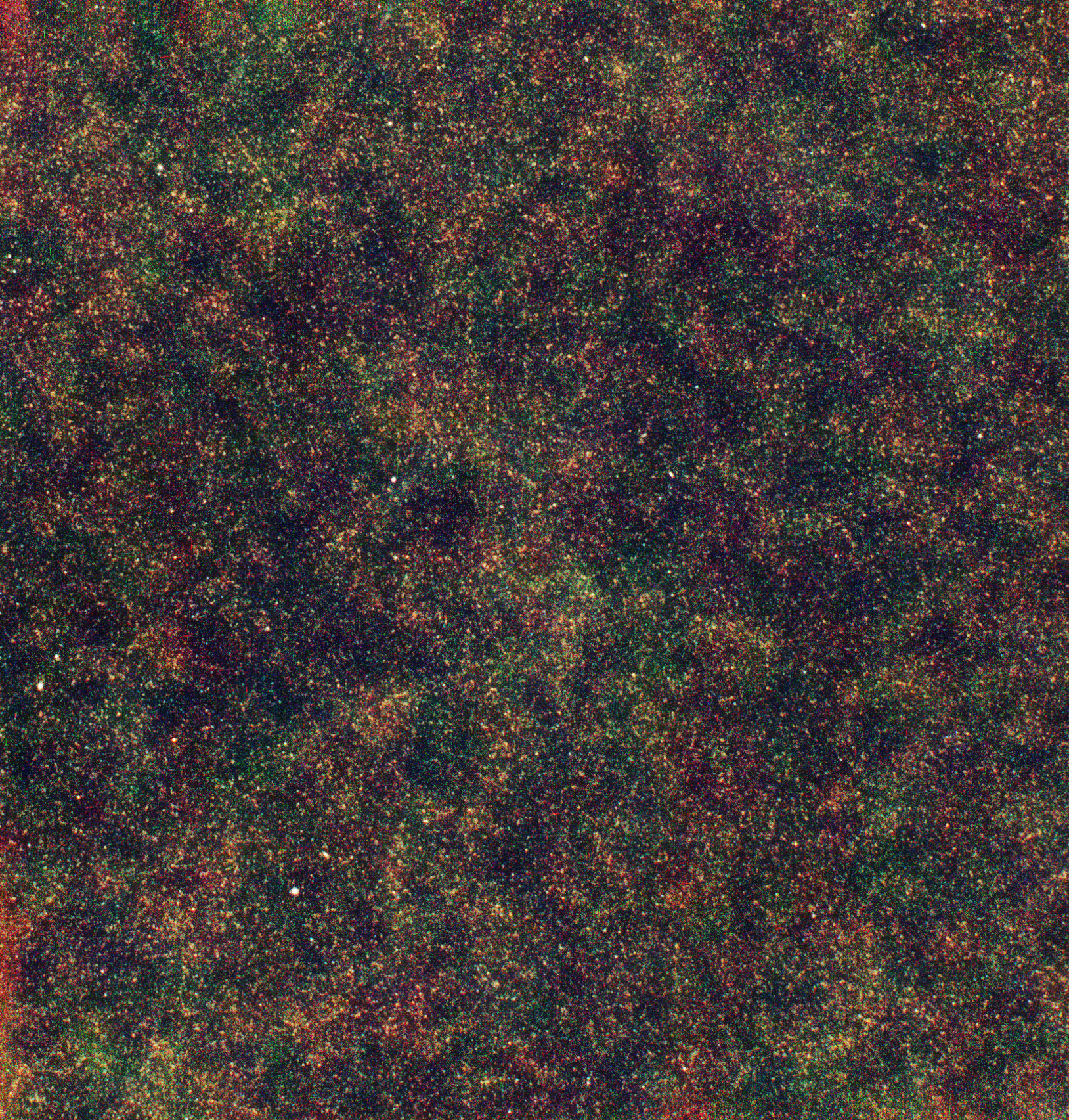
Odległe galaktyki w obszarze Dziury Lockmana